# Мальдивы на летних Олимпийских играх 2012
Мальдивы принимали участие в летних Олимпийских играх 2012 года, которые проходили в Лондоне (Великобритания) с 27 июля по 12 августа, где их представляли 5 спортсменов в трёх видах спорта. На церемонии открытия Олимпийских игр флаг Мальдив нёс бадминтонист Мохамед Айфан Рашид, а на церемонии закрытия — легкоатлет Азнеем Ахмед.
На летних Олимпийских играх 2012 Мальдивы вновь не сумели завоевать свою первую олимпийскую медаль. Бегун Азнеем Ахмед установил национальный рекорд на дистанции 100 метров.

## Состав и результаты

### Бадминтон
Мужчины
| Соревнование     | Спортсмены          | Отборочный раунд           | Отборочный раунд             | Отборочный раунд | 1/8 финала           | Четвертьфинал        | Полуфинал            | Финал                | Место |
| Соревнование     | Спортсмены          | Соперник Результат         | Соперник Результат           | Место            | Соперник Результат   | Соперник Результат   | Соперник Результат   | Соперник Результат   | Место |
| ---------------- | ------------------- | -------------------------- | ---------------------------- | ---------------- | -------------------- | -------------------- | -------------------- | -------------------- | ----- |
| Одиночный разряд | Мохамед Айфан Рашид | Группа K                   | Группа K                     | Группа K         | Завершил выступление | Завершил выступление | Завершил выступление | Завершил выступление | 33    |
| Одиночный разряд | Мохамед Айфан Рашид | GERМ. Цвиблер П 9:21, 6:21 | UKRД. Завадский П 8:21, 8:21 | 3                | Завершил выступление | Завершил выступление | Завершил выступление | Завершил выступление | 33    |

### Лёгкая атлетика
Мужчины
Беговые виды
| Соревнование | Спортсмены   | Отборочный раунд | Отборочный раунд | Отборочный раунд | Четвертьфинал | Четвертьфинал | Четвертьфинал | Полуфинал            | Полуфинал            | Полуфинал            | Финал                | Финал                |
| Соревнование | Спортсмены   | Забег            | Результат        | Место            | Забег         | Результат     | Место         | Забег                | Результат            | Место                | Результат            | Место                |
| ------------ | ------------ | ---------------- | ---------------- | ---------------- | ------------- | ------------- | ------------- | -------------------- | -------------------- | -------------------- | -------------------- | -------------------- |
| 100 метров   | Азнеем Ахмед | 3                | 10,79            | 3                | 6             | 10,84         | 8             | Завершил выступление | Завершил выступление | Завершил выступление | Завершил выступление | Завершил выступление |

Женщины
Беговые виды
| Соревнование | Спортсмены | Отборочный раунд | Отборочный раунд | Отборочный раунд | Четвертьфинал         | Четвертьфинал         | Четвертьфинал         | Полуфинал             | Полуфинал             | Полуфинал             | Финал                 | Финал                 |
| Соревнование | Спортсмены | Забег            | Результат        | Место            | Забег                 | Результат             | Место                 | Забег                 | Результат             | Место                 | Результат             | Место                 |
| ------------ | ---------- | ---------------- | ---------------- | ---------------- | --------------------- | --------------------- | --------------------- | --------------------- | --------------------- | --------------------- | --------------------- | --------------------- |
| 100 метров   | Афа Исмаил | 1                | 12,52            | 5                | Завершила выступление | Завершила выступление | Завершила выступление | Завершила выступление | Завершила выступление | Завершила выступление | Завершила выступление | Завершила выступление |

### Плавание
Мужчины
| Соревнование              | Спортсмены  | Отборочный раунд | Отборочный раунд | Отборочный раунд | Полуфинал            | Полуфинал            | Полуфинал            | Финал                | Финал                | Итоговое место |
| Соревнование              | Спортсмены  | Заплыв           | Результат        | Место            | Заплыв               | Результат            | Место                | Результат            | Место                | Итоговое место |
| ------------------------- | ----------- | ---------------- | ---------------- | ---------------- | -------------------- | -------------------- | -------------------- | -------------------- | -------------------- | -------------- |
| 100 метров вольным стилем | Ахмед Хусам | 1                | 57,53            | 2                | Завершил выступление | Завершил выступление | Завершил выступление | Завершил выступление | Завершил выступление | 53             |

Женщины
| Соревнование             | Спортсмены  | Отборочный раунд | Отборочный раунд | Отборочный раунд | Полуфинал             | Полуфинал             | Полуфинал             | Финал                 | Финал                 | Итоговое место |
| Соревнование             | Спортсмены  | Заплыв           | Результат        | Место            | Заплыв                | Результат             | Место                 | Результат             | Место                 | Итоговое место |
| ------------------------ | ----------- | ---------------- | ---------------- | ---------------- | --------------------- | --------------------- | --------------------- | --------------------- | --------------------- | -------------- |
| 50 метров вольным стилем | Аминат Шаян | 3                | 32,23            | 7                | Завершила выступление | Завершила выступление | Завершила выступление | Завершила выступление | Завершила выступление | 64             |